# Another Day of Sun
Another Day of Sun es la canción de apertura de la película La La Land (2016). La escena que ilustra la canción representa un atasco en una autovía de entrada a la ciudad de Los Ángeles y los conductores se transforman en un conjunto coral saliendo de sus respectivos vehículos y ejecutando una compleja coreografía. La escena fue filmada en locación en un puente de 130 pies de altura del Judge Harry Pregerson Interchange. La escena se rodó en tres tomas y fue editada de manera que pareciera, sin embargo, una única toma. La canción fue compuesta por Justin Hurwitz con letra de Benj Pasek y Justin Paul, y coreografiada por Mandy Moore.

## Composición

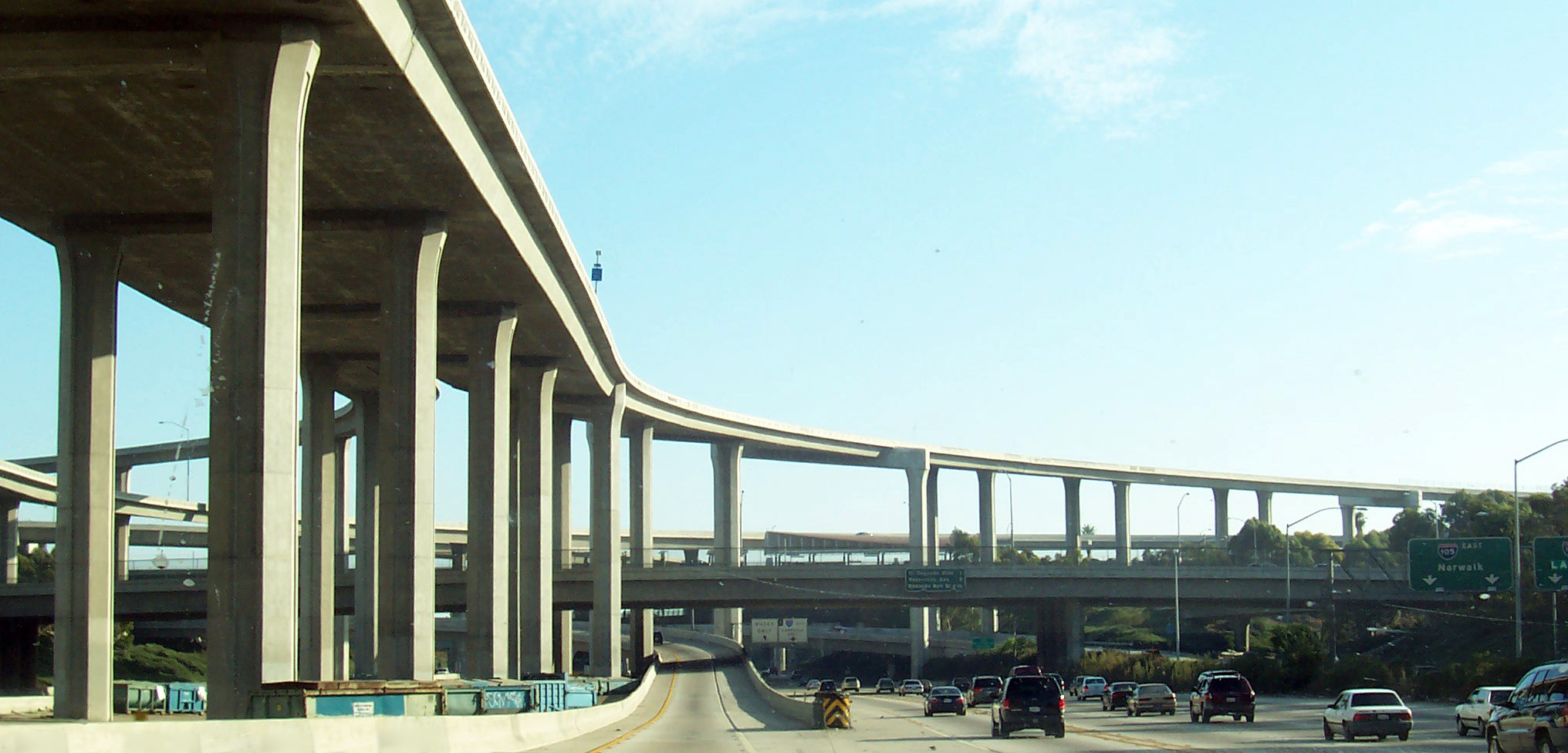
El lugar del rodaje

La letra alude a las aspiraciones de triunfar en Hollywood, en contraste con lo incierto del resultado de los esfuerzos realizados. En este sentido, Hurwitz, ha manifestado que Se trata de una canción optimista pero también sobre sueños incumplidos. Por su parte, Justin Paul señaló que Persigues un sueño, y te acuestas y te levantas al día siguiente, y resulta ser un día magnífico que te alienta a respirar, pero al inmediato instante resulta que has fracasado miserablemente. Te levantas y el día no se corresponde con tu estado de ánimo porque es un día soleado y brillante."
La canción cuenta con un apoyo coral de 40 voces además de una orquesta con 95 instrumentos. Los vocalistas son Angela Parrish, Briana Lee, Marius de Vries, Nicholai Baxter y Sam Stone.

## Filmación y coreografía

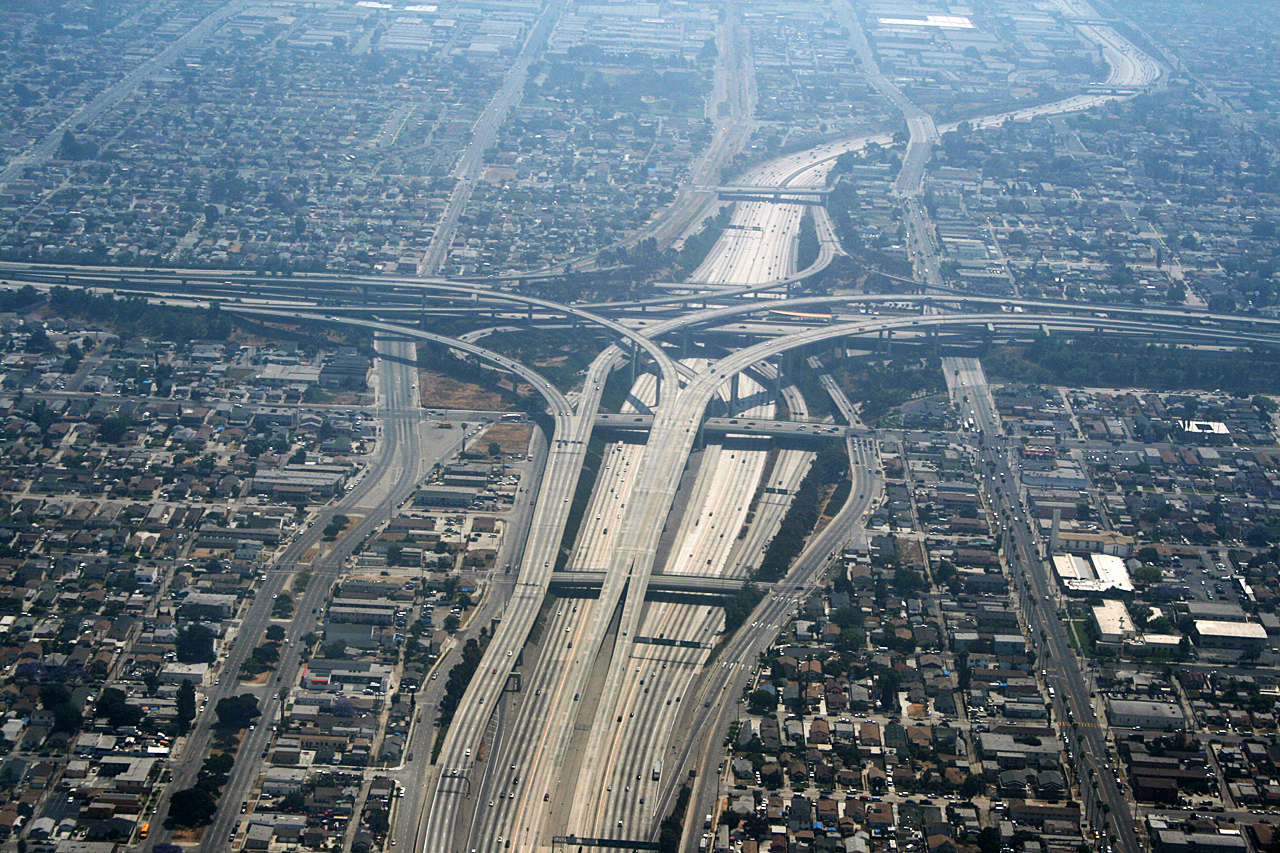
Los Angeles - Echangeur autoroute

La escena fue la primera de la película en grabarse, concretamente en agosto de 2015, con temperaturas superiores a los 37 grados. Se rodó en el Judge Harry Pregerson Interchange, concretamente en la intersección de la Interestatal 105 y la Interestatal 110. El tramo se cerró al tráfico durante los dos días completos de la filmación.
Moore empleó entre 3 y 4 meses en la preparación de la escena en la que se contó con 60 coches, 30 bailarines y 100 extras. La coreografía del número comienza con una única bailarina (Reshma Gajjar aunque con la voz de Angela Parrish), al que se le van uniendo otros, para evitar el efecto un comienzo demasiado abrupto. En la coreografía participan también especialistas de cine. Los primeros ensayos, con diez bailarines se produjeron en el aparcamiento de un estudio en Los Ángeles, usando para ello los coches de miembros del equipo. El video del ensayo se subió a YouTube y en marzo de 2017 ya había superado el millón de reproducciones. Solo algunos de los bailarines del ensayo repitieron en el número final, entre ellos, los bailarines principales Michael Riccio y Reshma Gajjar.

## Versiones
El tema es parodiado en lengua castellana por Anne Igartiburu, Jesús Álvarez, Inés Ballester, Roberto Leal, Elena Sánchez y Jacob Petrus para el programa de Televisión española Telepasión española, emitido el 24 de diciembre de 2017.
También interpretado por la cantante italiana Mina en una versión publicada en 2018.
En octubre de 2018 fue versionado por Joan Garrido y Marilia en el talen show de España Operación Triunfo emitido por la cadena La 1 de TVE.

## Ventas
| Chart (2017)                           | Peak position |
| -------------------------------------- | ------------- |
| Francia (SNEP)                         | 17            |
| Hungría (Rádiós Top 40)                | 16            |
| Irlanda (IRMA)                         | 79            |
| Escocia (Scottish Singles Sales Chart) | 75            |
| España (Top 100 Canciones)             | 21            |
| Reino Unido (UK Singles Chart)         | 75            |

grabación: ( 2016)